# 恰普利內克
恰普利內克是波蘭的城鎮，位於該國西北部，距離首府什切青約125公里，由西波美拉尼亞省負責管轄，面積13.51平方公里，海拔高度142米，2006年人口6,933。

## 外部連結
- Jewish Community in Czaplinek （页面存档备份，存于） on Virtual Shtetl

53°33′N 16°14′E / 53.550°N 16.233°E